# Великие храмы империи Чола
Великие храмы империи Чола (англ. Great Living Chola Temples, хинди महान चोल मंदिर, там. அழியாத சோழர் பெருங்கோயில்கள்) — индуистские храмы в южно-индийском штате Тамил-Наду, воздвигнутые в период правления династии Чола. К этим храмам относятся: храм Брихадишвары в Танджавуре, храм Гангайкондачолишварам и храм Айраватешвары в Дарасурам. Храм Брихадишвары был внесён в список Всемирного наследия ЮНЕСКО в 1987 году; храм Гангайкондачолишварам и храм Айраватешвары в Дарасурам были добавлены к нему в 2004 году. С тех пор эти объекты всемирного наследия известны как «Храмы Чола».
| Месторасположение | Название                           | Строитель                  | Время постройки | Вид |
| ----------------- | ---------------------------------- | -------------------------- | --------------- | --- |
| Танджавур         | Храм Брихадишвары (англ.)          | Раджараджа Чола I (англ.)  | XI век          |     |
| Дарасурам         | Храм Гангайкондачолишварам (англ.) | Раджендра Чола I (англ.)   | XI век          |     |
| Дарасурам         | Храм Айраватешвары (англ.)         | Раджараджа Чола II (англ.) | XII век         |     |